# Alansmia cultrata
Alansmia cultrata là một loài dương xỉ trong họ Polypodiaceae. Loài này được Willd. Moguel & M. Kessler mô tả khoa học đầu tiên năm 2011.